# Костовський Трифун
Три́фун Ко́стовскі (мак. Трифун Костовски; (*27 грудня 1946, Скоп'є) — македонський політик, міський голова міста Скоп'є 2005-2009.

## Освіта
Костовскі закінчив Університет Святого Кирила і Мефодія у Скоп'є. Окрім македонської мови, володіє англійською, польською, російською, та сербохорватською.

## Кар'єра
Засновник KOMETAL TRADE Gmbh, Відень, Австрія (1991). Компанія активно працює на українському ринку.